# Natalia Kuziutina
Natalia Yuryevna Kuziutina (em russo:  Наталья Юрьевна Кузютина; Briansk, 8 de maio de 1989) é uma judoca russa da categoria até 52 quilos.
Obteve duas medalhas de bronze em Campeonatos Mundiais: Tóquio 2010 e Cheliabinsk 2014.
Nos Jogos Olímpicos de 2016 obteve a medalha de bronze.